# 北洛根 (犹他州)
北洛根（英語：North Logan）是美国犹他州卡什县下属的一座城市。面积大约为6.97平方英里（18.1平方公里），海拔约为4,692英尺（1,430米）。根据2010年美国人口普查，该市有人口8,269人。